# 甘 (姓)
甘（かん）は、漢姓の一つ。

## 中国の姓
2020年の中華人民共和国の統計では人数順の上位100姓に入っておらず、台湾の2018年の統計でも110番目に多い姓で、11,869人がいる。

### 著名な人物
- 甘茂 - 秦の軍人。下記の甘寧の先祖。
- 甘羅 - 12歳で秦の上卿となった。甘茂の孫。
- 甘延寿 - 前漢の軍人。
- 甘英 - 後漢の軍事大使。ローマ帝国へ交易を開くために派遣されたが、パルティア王国でローマへの旅を断念した。
- 甘梅 - 後漢末期の女性。劉備の夫人。甘夫人とも呼ばれる。
- 甘寧 - 三国時代の呉の将軍。
- 甘卓 - 東晋の武将。甘寧の曾孫。
- 甘輝 - 鄭成功の武将。南京の戦いで戦死した。
- 甘耀明 - 台湾の小説家。

## 朝鮮の姓
甘（かん、カム、朝: 감）は、朝鮮人の姓の一つである。     

### 著名な人物
- 甘四用（朝鮮語版） - 韓国のプロ野球選手。
- カム・ウソン（朝鮮語版） - 韓国の俳優。

### 氏族
合浦は慶南昌原の別名で昌原甘氏とも言う。甘氏は元々周朝の恵王が三男叔帯を甘侯に封じ、そこから甘氏ができた。甘氏がいつ朝鮮に入って来たかは明らかではない。甘氏の始祖は高麗の王禑の時司僕寺正だった甘揆である。著名人として朝鮮成宗の時文科に及第、軍威県監・侍講院典籍などを歴任した甘尚中がある。
| 氏族（地域） | 創始者                     | 人数（2015年） | 備考     |
| ------------ | -------------------------- | -------------- | -------- |
| 開寧甘氏     |                            | 40             |          |
| 慶州甘氏     |                            | 70             |          |
| 広州甘氏     |                            | 16             |          |
| 松山甘氏     |                            | 8              |          |
| 驪州甘氏     |                            | 24             |          |
| 莞島甘氏     |                            | 20             |          |
| 甑山甘氏     |                            | 14             |          |
| 昌寧甘氏     |                            | 107            | 창녕감씨 |
| 昌寧甘氏     |                            | 12             | 창령감씨 |
| 昌山甘氏     |                            | 8              |          |
| 昌原甘氏     |                            | 3,318          |          |
| 坡平甘氏     |                            | 6              |          |
| 平壌甘氏     |                            | 10             |          |
| 合浦甘氏     |                            | 7              |          |
| 海山甘氏     |                            | 5              |          |
| 華山甘氏     |                            | 5              |          |
| 檜山甘氏     | 中国の元朝の翰林学士の甘揆 | 2,277          |          |
| 檜州甘氏     |                            | 8              |          |

### 人口と割合
| 年度   | 人口    | 世帯数    | 順位         | 割合 |
| ------ | ------- | --------- | ------------ | ---- |
| 1930年 |         | 335世帯   |              |      |
| 1960年 | 2,857人 |           | 258姓中118位 |      |
| 1985年 |         | 1,227世帯 | 274姓中121位 |      |
| 2000年 | 5,998人 |           |              |      |
| 2015年 | 6,024人 |           |              |      |